# Albany Choppers
Albany Choppers byl profesionální americký klub ledního hokeje, který sídlil v Albany ve státě New York. V letech 1990–1991 působil v profesionální soutěži International Hockey League. Choppers ve své poslední sezóně v IHL skončily v základní části. Své domácí zápasy odehrával v hale Times Union Center s kapacitou 14 236 diváků. Klubové barvy byly modrá, červená a bílá.

## Přehled ligové účasti
Zdroj: 
- 1990–1991: International Hockey League (Východní divize)